# Brachythele
Brachythele es un género de arañas migalomorfas de la familia Nemesiidae. Se encuentra en Estados Unidos y el Sur de Europa.

## Lista de especies
Según The World Spider Catalog 14.0:
- Brachythele anomala Schenkel, 1950
- Brachythele bentzieni Zonstein, 2007
- Brachythele denieri (Simon, 1916)
- Brachythele icterica (C. L. Koch, 1838)
- Brachythele incerta Ausserer, 1871
- Brachythele langourovi Lazarov, 2005
- Brachythele longitarsis Simon, 1891
- Brachythele media Kulczynski, 1897
- Brachythele speculatrix Kulczynski, 1897
- Brachythele varrialei (Dalmas, 1920)